# Creditnota
Een creditnota of creditfactuur is een bepaald soort factuur, dat een betalingsverplichting van de leverancier aan de klant behelst. Doorgaans compenseert een creditnota een eerder uitgeschreven factuur, waardoor deze wettelijk gezien dezelfde informatie dient te geven.
De creditnota geeft een leverancier de mogelijkheid om de bij het uitgeven van de factuur ontstane btw-verplichting te compenseren. Dit voor zover hij bij zijn verzoek om teruggaaf kan aantonen dat het verlies aan belastinginkomsten is uitgeschakeld. Aldus het Hof van Justitie van de Europese Unie in het arrest van 19 september 2000, zaak C-454/98. Dat wil zeggen dat de leverancier moet aantonen dat de afnemer de btw op de originele factuur niet in aftrek heeft gebracht, of dat hij de aftrek heeft gecorrigeerd. 
Je hebt een uitgaande en een inkomende creditnota. Het verschil is dat een uitgaande uit je eigen bedrijf komt en dat je uitstuurt naar een ander bedrijf. Een inkomende creditnota daarentegen is dat uit een ander bedrijf vertrekt en naar jou toekomt.

## Voorbeelden
De verkoper maakt een creditnota op om de schuld van de klant te verminderen in vergelijking met een eerder opgestelde factuur. Mogelijk gevallen waar dit gebeurt:
- Een fout op de oorspronkelijke factuur ten nadele van de klant verbeteren
- Een toegestane prijsvermindering na facturatie
- Een terugname van niet-conforme goederen
- Terugkeer van gefactureerde verpakkingen (zonder btw)
- Korting toegestaan wegens vervroegde betaling (zonder btw)